# Partit de la Democràcia
El Partit de la Democràcia (en turc: Demokrasi Partisi, DEP, en kurmanji: Partiya Demokrasiyê) va ser un partit polític prokurd a Turquia fundat el 7 de maig de 1993.
Ahmet Türk, l'antic president del Partit Popular Laborista (HEP) i la majoria dels antics diputats de l'HEP es van unir al partit després del seu primer congrés del partit el 27 de juny de 1993.Com a primer president del partit va ser elegit Yaşar Kaya. El partit va decidir llançar una campanya de pau centrada en el conflicte turco-kurd que tindria lloc del 2 d'agost a l'1 de setembre de 1993. La campanya va ser prohibida per les autoritats turques i els esdeveniments que s'havien previst a Diyarbakır i Batman van ser cancel·lats. I el 17 de setembre de 1993 Kaya va ser arrestat a causa de la seva participació en un acte públic a Alemanya així com al congrés del Partit Democràtic del Kurdistan (KDP) a l'Iraq. Va ser alliberat el 8 de desembre del mateix any i Kaya va fugir a Alemanya. El 12 de desembre de 1993 Hatip Dicle va ser escollit nou president. El partit es va dividir pel tema del Partit dels Treballadors del Kurdistan (PKK), i van aparèixer dues faccions -moderada i radical-. A causa del suport dels drets kurds, els membres de l'HEP i el DEP van patir atacs generalitzats. Entre 1991 i 1994 més de 50 dels seus membres van ser assassinats. Com a resultat, el partit va decidir retirar-se de les eleccions municipals que estaven previstes per al 27 de març de 1994. El partit va justificar aquesta decisió amb les baixes, però personalment i materialment el partit va haver d'afrontar durant els últims 45 dies i que diversos dels candidats que el partit va presentar a les eleccions es van retirar, ja que temien per la seva vida. El 2 de març de 1994 el parlament turc va aixecar la immunitat de dos diputats del DEP i Orhan Dogan i Hatip Dicle van ser detinguts. El 2 d'abril de 1994 es va produir un atac mortal al Basar d'Istanbul del qual el PKK no va reclamar l'autoria. De totes maneres, el govern turc va culpar al PKK però també al DEP. En reacció a l'atac, el primer ministre turc Tansu Çiller va considerar que el DEP només era una cobertura per al PKK i va demanar la fi de la presència del PKK a la Gran Assemblea Nacional de Turquia. Fins al 16 de juny de 1994, sis membres del partit van ser empresonats i el partit va ser prohibit.
El 8 d'agost de 1994 els diputats Orhan Doğan, Leyla Zana, Selim Sadak i Hatip Dicle van ser condemnats a 15 anys de presó. Van ser alliberats el juny de 2009 després d'una decisió del Tribunal d'Apel·lació de Turquia, després que Turquia experimentés algunes pressions del Parlament Europeu, demanant la seva llibertat i condemnant el seu empresonament.
El DEP va ser succeït pel Partit de la Democràcia del Poble (HADEP), creat el maig de 1994.
El desembre de 2002, el Tribunal Europeu de Drets Humans va considerar que la dissolució de DEP era contrària a l'article 11 del Conveni Europeu de Drets Humans (llibertat d'associació) i va condemnar a Turquia a pagar 200.000 € que es repartiran entre els membres de les parts.